# 芬恩·貝勒
弗格爾·戴比特（英語：Fergal Devitt，1981年7月25日—）是出生於愛爾蘭威克洛郡，活躍於日本的新日本職業摔角、以及美國WWE等摔角節目的男性職業摔角手。
他過去在新日本時期以「戴比特王子」作為個人使用的擂台名稱，曾和田口隆祐合組名為「阿波羅55」（Apollo 55）的團隊拿下多次IWGP次量級雙打腰帶。他並且也是在新日本崛起的反派團體「子彈俱樂部」的創始成員之一，以及該團體的初任領導者。
從2014年夏季加入美國的WWE摔角聯盟後，他改採用「芬恩·貝勒」作為擂台名稱，除了曾拿下該聯盟節目《NXT》裡的NXT冠軍之外，也是WWE首任環球冠軍王者。目前效力於WWE Raw。

## 經歷

### 早期

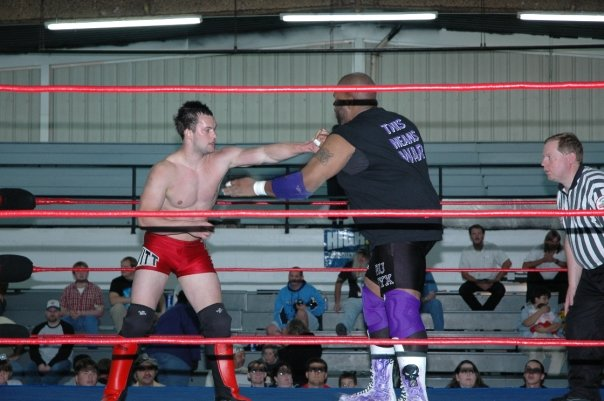
在NWA時期，與德魯·歐利斯（右）對賽的戴比特。

在青年時期，戴比特接受美國全國摔角同盟（National Wrestling Alliance、NWA）位於英國一帶的分部Hammerlock訓練。2000年6月期間戴比特正式在Hammerlock出道，並有拿下過NWA大英國協重量級冠軍腰帶。從Hammerlock結束摔角訓練後，戴比特曾在愛爾蘭、英國、美國等各地的摔角獨立圈演出。
之後2002年戴比特與保羅·崔西（Paul Tracey）合作，在愛爾蘭舉辦NWA的摔角比賽活動，該比賽活動隨後被編列在Hammerlock旗下的姊妹團體、也被列為NWA在海外愛爾蘭一帶的品牌之一。在愛爾蘭舉辦賽事的期間，戴比特也有教導過往後在WWE聯盟亮相的摔角女星貝基·林區。
2005年10月8日於美國納許維爾的NWA賽事上，戴比特擊敗了德魯·歐利斯拿下了他生涯第二次NWA大英國協重量級冠軍腰帶。該賽事不久後，戴比特與歐利斯都一同受邀前往新日本職業摔角在加州聖塔莫尼卡開設的道館接受訓練。該年年末戴比特開始參加美國千禧年摔角聯盟（Millennium Wrestling Federation、MWF）的賽事，當時他是在11月5日《Soul Survivor III》大賽裡一場面對艾迪·艾德華茲、約翰·華德士的三方威脅戰賽事上登場。
因戴比特在MWF上有許多優異的表現，引起了新日本職業摔角特別注意，在2006年初他被邀請前往新日本在東京設置的主要道場接受進一步訓練。該年3月戴比特把大英國協重量級冠軍腰帶輸給往後與他有長期合作關係的卡爾·安德森後，開始把重心放在新日本的摔角演出上。

### 新日本時期

#### 飛馬小子．CTU．RISE
2006年3月戴比特與新日本職業摔角完成簽約後，他在4月首次於新日本的賽事上正式亮相，當時他開始使用「戴比特王子」（Prince Devitt）作為個人擂台名稱，他首次面對的選手則是大武士。到了6月新日本把旗下的選手作了調整分配，戴比特王子除了被調到分部Wrestle Land下之外，並將他的擂台名改成「飛馬小子」（Pegasus Kid），為繼承過去美摔選手克里斯·班瓦在新日本出賽時的名號，造型風格上也安排成是蒙面摔角手模樣。
到了8月底至9月期間，新日本重新讓戴比特改回使用戴比特王子的名稱之外，開始讓他轉型為反派選手。當時戴比特王子加入了由獸神萊卡領軍的「反恐軍團」（Control Terrorism Unit、C.T.U），在進入C.T.U的一段期間裡，戴比特王子被塑造成是位常吃敗仗、得不到團體信任的選手。直到10月6日戴比特王子在一場和獸神萊卡聯手對抗井上亙與田口隆祐的雙打賽上取得勝利後，才被正式承認是C.T.U的一員。
2007年戴比特王子因膝傷緣故停止出賽一段時間，到了5月初回到擂台上後，開始將目標放在夏季的超級次量級巡迴賽，但在該巡迴賽裡他並未勝出。在8月期間，戴比特王子與C.T.U成員之一田中稔除了改投靠由中邑真輔領軍的團體「RISE」之外，他和田中稔也另外組成雙打團隊，並在2008年1月27日、7月21日拿下過共兩次IWGP次量級雙打腰帶。

#### 阿波羅55
2009年1月期間，戴比特王子和田口隆祐組成了名為「阿波羅55」（Apollo 55）的雙打團隊，之後在7月5日的《Circuit 2009 New Japan Soul》大賽上，阿波羅55擊敗了艾力克斯·雪萊和克里斯·沙賓的組合，贏得IWGP次量級雙打腰帶。其中在前一個月份的《Best of the Super Juniors》晉級賽中，戴比特王子有並列在賽程A組裡奪下最多積分的選手之一，但之後在總決賽裡輸給了金本浩二。到了年底的《2009 Super J-Cup》晉級賽裡，戴比特王子再次闖進了總決賽，但這次結果是被丸藤正道擊敗，仍未能奪下優勝。
阿波羅55奪下的雙打腰帶持有到2010年4月21日為止，當時是因為戴比特王子的傷勢關係將腰帶讓出。到了5月期間戴比特王子回歸後，與田口隆祐參加了《Super J Tag Tournament》大賽想將雙打冠軍奪回，但最後是在總決賽上輸給大武士與金本浩二的組合。不過在5月底至6月期間的《Best of the Super Juniors》晉級賽裡，這一次戴比特王子成功在總決賽擊敗對手飯伏幸太拿下優勝，之後在6月19日的《Dominion 6.19》裡壓制了丸藤正道，成為第60任的IWGP次量級冠軍腰帶王者。到了7月19日，阿波羅55再次挑戰大武士與金本浩二的雙打冠軍，此回是阿波羅55拿下了勝利，戴比特王子也成為持有兩種不同腰帶的雙冠王。在8月的年度《G1 Climax》大賽上，丸藤正道因為傷勢關係退出比賽，戴比特王子則被大會安排為替補他的選手，當時戴比特王子雖然在7場巡迴賽裡拿下4勝，但積分並不足以取得擠進決賽的資格。而10月11日《Destruction '10》的雙打賽裡，阿波羅55在面對由飯伏幸太與肯尼·奧美加的組合「金色☆戀人」時失利，將雙打冠軍拱手讓人。

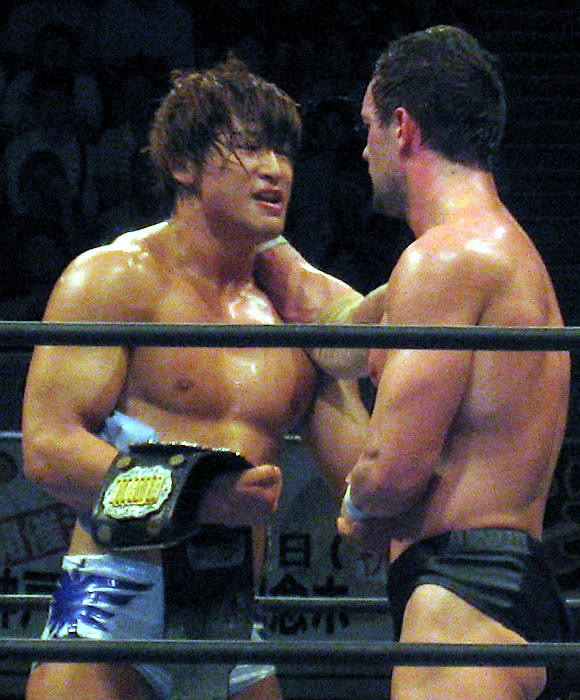
戴比特王子在2011年6月18日《Dominion 6.18》的IWGP次量級冠軍防衛戰失利後，向勝出的對手飯伏幸太（左）勉勵。

2011年1月4日的《Wrestle Kingdom V》大賽上，戴比特王子在面對飯伏幸太的IWGP次量級冠軍王者防衛戰裡，有成功守住腰帶。同月的由墨西哥的世界摔角理事會（Consejo Mundial de Lucha Libre、CMLL）和新日本合辦的《Fantastica Mania 2011》賽事中，阿波羅55對抗金色☆戀人挑戰成功，拿下團隊成立以來的第3次次量級雙打腰帶，也讓戴比特王子再次持有雙冠王的頭銜。到了6月18日的《Dominion 6.18》裡，戴比特王子在IWGP次量級冠軍防衛戰上再次面對到飯伏幸太，這一回則是飯伏幸太成功擊敗戴比特王子成為新王者，而在輸掉這場賽事之前戴比特王子已持有IWGP次量級冠軍腰帶將近一年的時間。之後在9月11日的一場次量級雙打冠軍防衛戰上，阿波羅55成功擊敗挑戰者石狩太一和鷹王陸奧的組合，此賽事結束後阿波羅55達成有7次次量級雙打冠軍防衛成功紀錄，是在此之前新日本摔角裡最好的成績。隨後飯伏幸太因為傷勢緣故需將IWGP次量級冠軍腰帶讓出，使得戴比特王子成為爭奪腰帶的人選之一，戴比特王子在9月19日的比賽上擊敗對手櫛田雄二郎，拿下生涯第2次的IWGP次量級冠軍腰帶王座。不過隔月10日的《Destruction '11》大賽上，阿波羅55輸給對手戴夫·理察斯和洛基·羅梅洛的組合「No Remorse Corps」，失去雙打冠軍腰帶。
2012年1月4日的《Wrestle Kingdom V》大賽裡，阿波羅55再次對上No Remorse Corps，這回阿波羅55成功拿下勝利，除了達成團隊第4次的次量級雙打腰帶成績之外，也讓戴比特王子第6度成為雙冠王，打破之前新日本摔角的紀錄。在3月期間戴比特王子前往了墨西哥，參加CMLL與新日本合辦的賽事，在30號的比賽上他擊敗了Volador Jr.，拿下NWA世界歷史次量級冠軍腰帶。往後半年時間裡戴比特王子持續在日本與墨西哥之間來回出賽，他的NWA世界歷史次量級冠軍腰帶是直到在9月28日舉辦於墨西哥市的《CMLL Super Viernes》大賽上，輸給Dragón Rojo Jr.讓出。返回日本後，戴比特王子在11月11日的《Power Struggle》擊敗了洛·奇，拿下生涯第三次IWGP次量級冠軍腰帶。
2013年1月4日戴比特王子在《Wrestle Kingdom 7》裡一場面對飯伏幸太與洛·奇的三方威脅賽上勝出，成功防衛住IWGP次量級冠軍腰帶，在這場賽事結束後，戴比特王子接受他的雙打夥伴田口隆祐對他身上持有腰帶的挑戰。2月10日的《The New Beginning》上，戴比特王子正式面對到田口隆祐，比賽結果是戴比特王子成功守下腰帶。之後3月3日舉辦的新日本摔角第41週年慶大賽上，戴比特王子輸給了當時的IWGP重量級冠軍王者棚橋弘至。
輸給棚橋弘至的比賽後，節目製作開始讓戴比特王子走向反派角色的路線，給予了他變成內心自大、會對夥伴田口隆祐感到不滿的全新形象。4月7日《Invasion Attack》大賽上阿波羅55挑戰次量級雙打冠軍失敗後，戴比特王子在賽後背叛田口隆祐攻擊了對方，並轉向與突然冒在擂台上、號稱是擔任戴比特王子「保鑣」的選手厄運費瑞一同合作，結束了和田口隆祐多年來的搭檔關係。

#### 子彈俱樂部

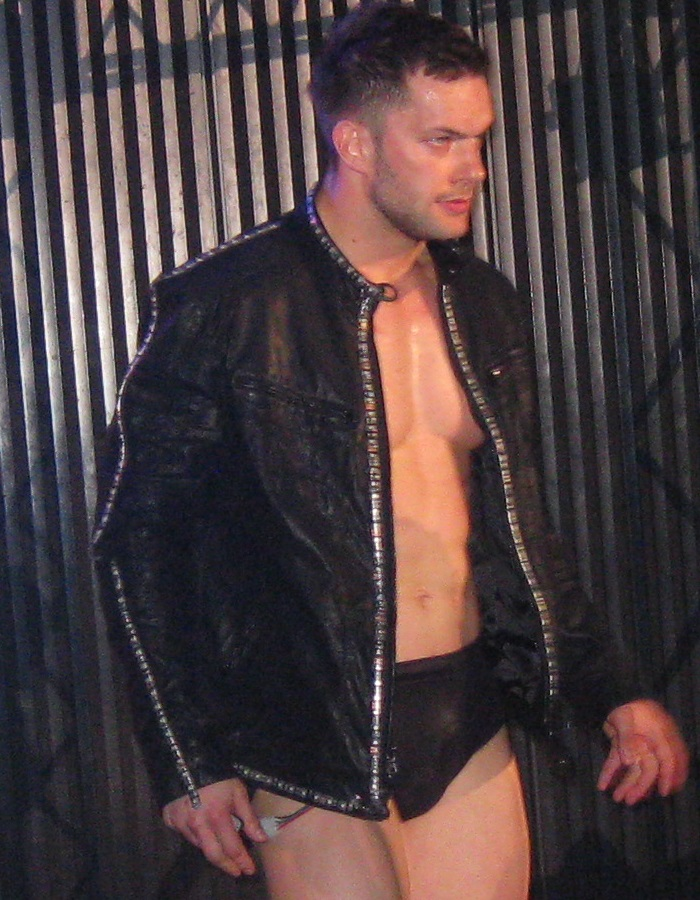
子彈俱樂部時期的戴比特王子。

阿波羅55瓦解後，2013年5月3日《Wrestling Dontaku 2013》大賽上戴比特王子與厄運費瑞組成雙打，面對前隊友田口隆祐和「新日本隊長」平澤光秀的組合，這場賽事最後是戴比特王子一方拿下勝利。在同一天裡一場由棚橋弘至面對卡爾·安德森的單打賽中，戴比特王子與厄運費瑞在賽後闖入了擂台上，拉攏卡爾·安德森和原先在場邊觀戰的塔瑪·東加一同攻擊棚橋弘至。隨後戴比特王子在節目上對觀眾宣佈說：將組成一個由他所領軍，成員包含有厄運費瑞、卡爾·安德森、塔瑪·東加的團體「子彈俱樂部」。
5月24日起開始舉行的《Best of the Super Juniors》系列賽上，戴比特王子靠著子彈俱樂部成員們在場邊擾亂對手的幫助下，奪下系列賽8場全勝的成績擠進決賽，隨後戴比特王子在6月9日總決賽上擊敗艾力克斯·雪萊得到優勝。獲得《Best of the Super Juniors》優勝後，戴比特王子宣稱他下一個目標是要讓自己成為新日本摔角史上第一位同時持有次量級、重量級王者頭銜的選手。7月20日的比賽裡戴比特王子對上了當時重量級腰帶持有者岡田和睦，在該場比賽子彈俱樂部成員們雖設法在場邊擾亂，但最後是岡田和睦拿下勝利守住了重量級腰帶。隨後戴比特王子參加8月期間的《G1 Climax》大賽，企圖奪得挑戰重量級冠軍的機會，但最後成績只取得5勝4敗，在積分不足情況下無緣擠進資格賽。到了年末11月至12日期間的《World Tag League》雙打系列賽上，戴比特王子與厄運費瑞合組的團隊也只拿下3勝3敗戰績，沒有打進決賽。
2014年1月4日的《Wrestle Kingdom 8》裡戴比特王子在IWGP次量級冠軍防衛賽上失利，將持有將近14個月的腰帶讓給對手飯伏幸太。隔天在一場雙打比賽結束時，過去戴比特王子在阿波羅55時期的搭檔田口隆祐突然冒出在場內朝他攻擊，隨後田口隆祐在節目上宣示要和戴比特王子比一場單打賽，來討回之前遭背叛的公道。
戴比特王子與田口隆祐的對決，在4月6日的《Invasion Attack》上舉行，當時戴比特王子特別指示禁止子彈俱樂部成員入場干涉。比賽最後是由戴比特王子取得勝利，賽後他有與田口隆祐互相握手致意和解，該場也是戴比特王子在新日本摔角的最後一場賽事，隨後他離開待了8年左右的新日本摔角，改前往美國的WWE聯盟發展。

### WWE時期

#### NXT

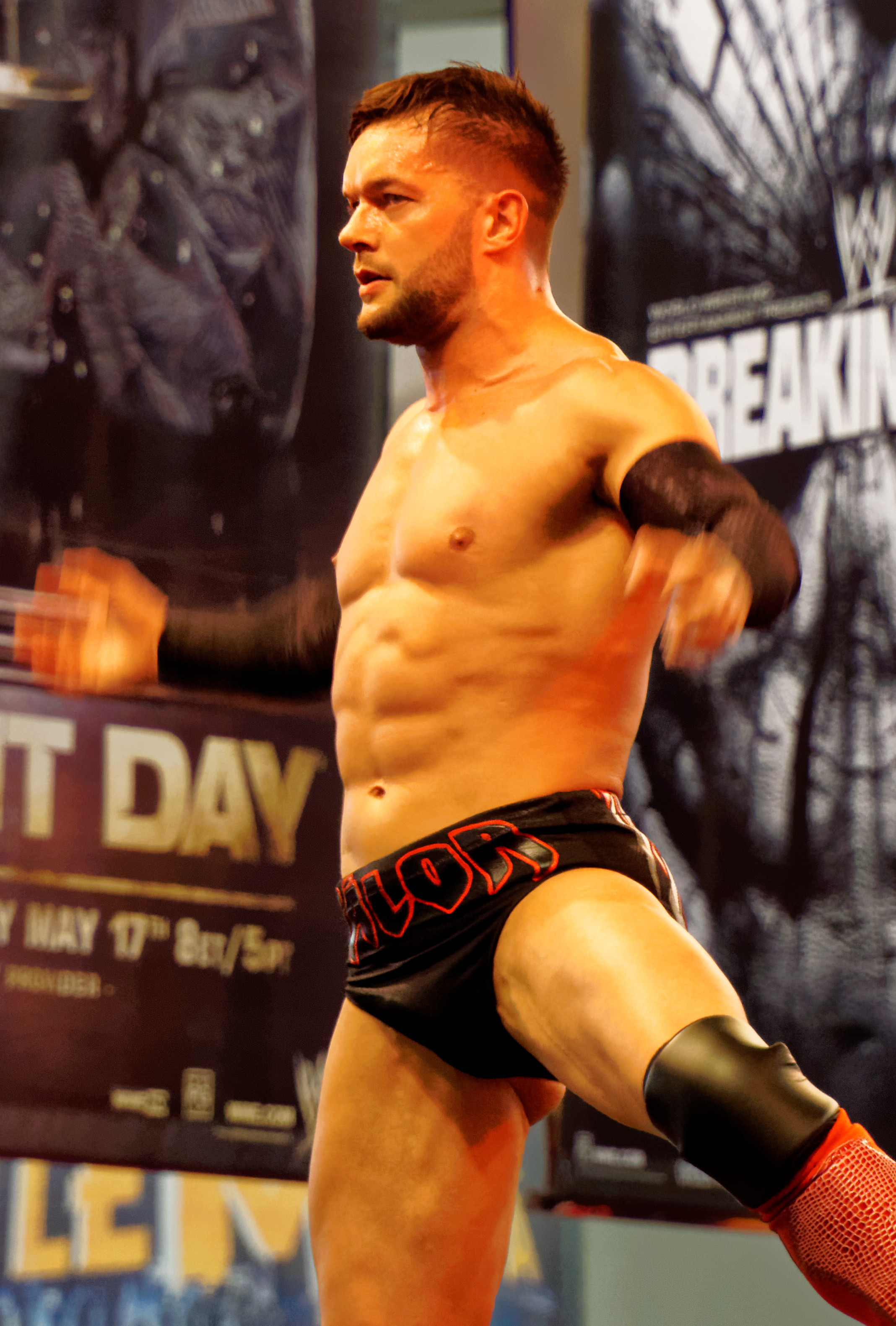
攝於2015年3月26日所舉辦第31屆《摔角狂熱》摔迷集會活動上的芬恩。

2014年7月28日，WWE正式宣佈與戴比特完成了簽約。到了9月24日，戴比特將他在WWE的擂台名稱改為「芬恩·貝勒」（Finn Bálor），並在隔天的節目《NXT》上正式登場。芬恩在《NXT》的首次亮相，是協助伊丹英雄聯手對抗康納·歐布萊恩與瑞克·維克托的組合「The Ascension」。
2015年起芬恩開始角逐NXT冠軍的競爭行列，在2月11日的《NXT TakeOver: Rival》上他擊敗了內維爾，取得NXT冠軍頭號挑戰者的資格。3月25日芬恩向當時NXT冠軍王者凱文·歐文斯挑戰，但最後未能戰勝。到了7月4日在WWE前往日本舉辦的《The Beast in the East》大賽上，芬恩再次面對到歐文斯，此回則是芬恩挑戰成功奪下個人生涯首次的NXT冠軍腰帶。在8月期間，芬恩與薩摩亞·喬合組成團隊挑戰德斯提·羅茲經典雙打賽，他們最後打進總決賽擊敗巴隆·柯賓與萊諾的組合，拿下此系列雙打賽的榮譽。到了11月，節目上開始出現薩摩亞·喬決裂與芬恩之間的合作關係，企圖想奪下芬恩身上NXT冠軍腰帶的劇情線。
芬恩之後在喬的多次挑戰之下防衛腰帶成功，直到2016年4月21日的賽事上才輸給喬將冠軍腰帶讓人，但在輸掉該場比賽之前，芬恩持有了NXT冠軍腰帶長達292天，是在此之前《NXT》節目裡最長的紀錄。6月8日的《NXT TakeOver: The End》大賽上芬恩想向喬挑戰搶回NXT冠軍腰帶，但未能成功。芬恩在《NXT》的最後一場參與賽事，是7月30日與中邑真輔組成團隊對戰喬與巴比·盧德的組合，該賽事是由芬恩一方勝利。

#### 環球冠軍
告別《NXT》節目的數天前，芬恩已在7月25日個人生日當天於WWE的主秀節目《RAW》上正式露面。同一天裡，《RAW》釋出新成立腰帶品牌「環球冠軍」並舉行爭奪的資格賽，芬恩最後擊敗了競爭對手羅曼·瑞恩斯，成為角逐環球冠軍腰帶的人選之一。8月21日的《夏日衝擊》芬恩成功戰勝另名環球冠軍挑戰者賽特·羅林斯，成為WWE首任環球冠軍王者。不過才剛拿下冠軍沒多久，芬恩因為肩傷關係評估得休養4至6個月，便在隔天的《RAW》節目上宣佈將腰帶讓出。

#### 回歸
在養傷數個月後，芬恩曾在2017年2月22日的《NXT》上冒出，協助中邑真輔遭遇到一打二的困境解危；以及在3月10日地方巡迴表演賽上露面，參與一場三打三的賽事。之後在4月3日正式回歸到《RAW》節目上。
芬恩為了奪回先前失去的環球冠軍，參與了6月4日《極限規則》裡一場對抗薩摩亞·喬、布雷·外耶特、羅曼·瑞恩斯、賽特·羅林斯的5人攻防戰，來取得挑戰冠軍資格，但結果最後是芬恩遭到薩摩亞·喬的勒頸技攻勢被迫投降。
挑戰冠軍資格失利後，節目製作安排了芬恩與布雷·外耶特之間的對抗情節，之後芬恩連續在8月20日《夏日衝擊》、9月24日的《完全終結》等大型賽事上戰勝對方。到了10月22日的《TLC》大賽上，原先節目是安排芬恩與外耶特的第三度對決，但當時發生外耶特私下要照顧染上疾病的親弟弟波·達勒斯無法出賽，讓製作群改派A·J·史泰爾斯當芬恩的對手。該場比賽最後是芬恩勝出，其中A·J過去在芬恩離開新日本摔角時，有加入子彈俱樂部擔任該團體的新領導者，此緣故讓他們賽後有彼此做出子彈俱樂部的招牌手勢「Too Sweet」來互相致意。11月19日由《RAW》對抗另一WWE品牌節目《SmackDown》的《強者生存》大賽裡，芬恩有被指定為《RAW》代表出賽者之一來參加5對5的對抗賽，此場賽事之後是《RAW》一方勝利。

#### 貝勒俱樂部

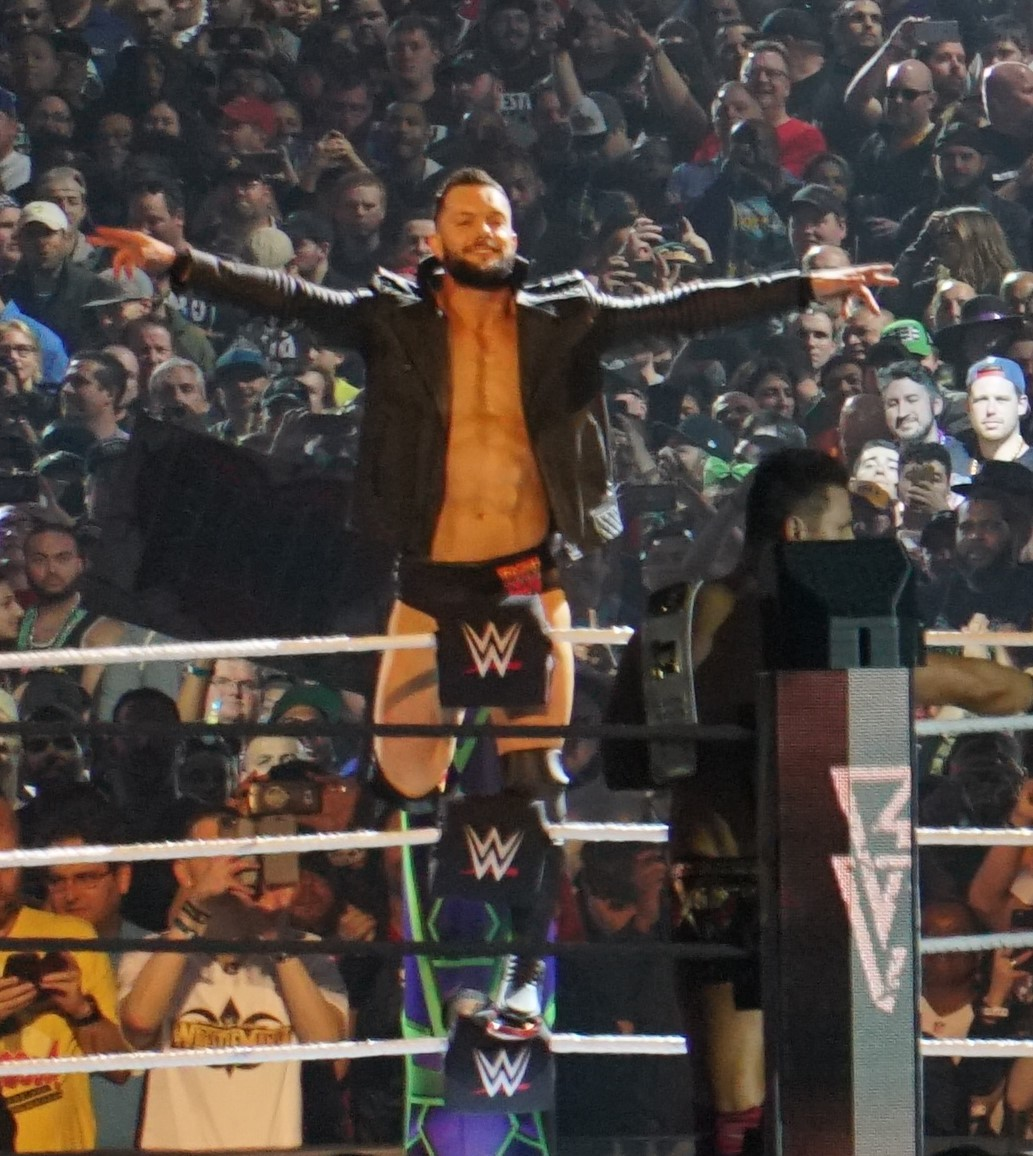
芬恩在2018年第34屆《摔角狂熱》入場。

2018年1月1日，芬恩與過去在子彈俱樂部共事過的選手卡爾·安德森以及路克·蓋洛斯重聚，以貝勒俱樂部（Bálor Club）的名義在節目出賽。當時他們曾戰勝埃利亞斯、波·達勒斯和柯爾提斯·艾克賽爾的三人組合，或是由羅曼·瑞恩斯、賽特·羅林斯、傑森·喬丹構成的團隊。之後在該月28日的《皇家大戰》裡30人混合賽上，芬恩以第2順位入場並在擂台上稱了57分鍾多時間，不過最後是遭約翰·希南給淘汰。
之後芬恩企圖奪下賽特·羅林斯身上的洲際冠軍腰帶，但在4月期間《摔角狂熱》以及《Greatest Royal Rumble》兩場大賽上的腰帶爭奪戰都沒有成功拿下勝利。其中4月17日安德森與蓋洛斯倆人被分配到《SmackDown》節目上，結束了和芬恩短暫的組合。

#### 冠軍爭奪
到了8月20日的《RAW》節目上，芬恩有再次挑戰過去失去的環球冠軍機會，當時他面對的是腰帶持有者羅曼·瑞恩斯，不過最後未能挑戰成功。11月18日的《強者生存》裡，芬恩再次被指名為代表《RAW》節目一方的選手，參加對戰來自《Smackdown》節目選手的5對5賽事，不過這一次芬恩在過程中遭雷·密斯特里歐給壓制，成為《RAW》陣營中最早被淘汰的選手。
2019年1月12日《NXT》舉行的大賽《NXT UK TakeOver: Blackpool》裡，芬恩作為會場特別亮相的選手，他在面對塔維斯·邦克斯的單打賽上獲取勝利。2天後《RAW》節目上，出現原先的環球冠軍挑戰者布勞恩·史卓曼因手肘傷勢復元不明確，被WWE老闆文斯·麥馬漢要求取消參加比賽的情況，之後芬恩和約翰·希南、巴隆·柯賓、祖魯·麥金泰爾舉行一場4人攻防戰，來決定誰是新的環球冠軍挑戰者。芬恩最後在賽事上取勝，獲得向當時環球冠軍王者布洛克·雷斯納挑戰的機會。
到了1月27日《皇家大戰》芬恩在面對布洛克的過程裡，雖然一度靠對方腹部撞擊到播報台桌角的情況下有取得上風機會，但最後仍遭布洛克的木村鎖（Kimura Lock）攻勢下被迫投降，再次未能奪回環球冠軍。

#### 洲際冠軍
輸掉《皇家大戰》的環球冠軍賽後，隔天《RAW》節目上芬恩在擂台上向觀眾發表戰敗的感言時，當時的洲際冠軍王者巴比·萊士利與他的隨從助理里歐·羅許突然闖入到擂台上嘲諷芬恩。之後芬恩要求當天舉行一場挑戰萊士利身上洲際冠軍的單打賽，最後是芬恩擊敗了對方，奪得個人生涯第一次的WWE洲際冠軍。
2月17日的《行刑室鐵籠戰》上，芬恩在同時面對萊士利與里歐的1對2洲際冠軍防衛戰下仍成功勝出。到了3月11日《RAW》節目上芬恩再次對上萊士利，但這一次是在里歐的場邊干擾情況下輸掉了洲際冠軍。芬恩之後在3月25日《RAW》上面對萊士利與金德·馬哈爾的1對2賽事上勝出，取得在4月7日《摔角狂熱》上再次向萊士利挑戰洲際冠軍的機會。之後芬恩在《摔角狂熱》成功擊敗萊士利，拿下生涯第二次的WWE洲際冠軍。

#### Smackdown
在4月15日的WWE年度選手分配改組裡，芬恩被分配到《Smackdown》節目裡，在4月16日於《Smackdown》亮相時，他在一場與穆斯塔法·阿里的單打賽上擊敗了對方。芬恩於5月7日則回到《RAW》節目裡，參加一場擠進在19日舉行的《公事包大戰》名額外卡賽，之後獲勝取得到資格。

## 擂台資料

### 形象
過去戴比特在加入新日本職業摔角時，曾想直接用本名來作為擂台名稱，但他的名稱「弗格爾」（Fergal）對日本人而言不好發音，而他的姓氏「戴比特」（Devitt）又很容易被日本人唸成「大衛」（David），讓新日本起初想把他擂台名改成「王者大衛」（King David）。但戴比特個人並不滿意王者大衛這個名稱，加上當時他僅24歲，難以讓衆人把自己與「王者」聯想在一起。之後新日本摔角會長賽門豬木提議不如直接改成「王子」（Prince），便讓事情獲得解決。來到WWE後，為了襯托出他出身愛爾蘭的背景，選用了愛爾蘭傳說獵人戰士芬恩·麥克庫爾的名稱「Finn」、以及在蘇格蘭蓋爾語裡代表「惡魔王」的巴羅爾（Balor），來作為他的名稱。
戴比特會在重大的賽事上將自己臉部與上半身塗上惡魔風格的彩繪，於新日本摔角期間最早採用此方式是在2014年1月4日《Wrestle Kingdom 8》大賽上對抗飯伏幸太的腰帶防衛戰裡。加入WWE後，是在2015年12月11日的《NXT TakeOver: R Evolution》與伊丹英雄聯手對抗The Ascension的雙打賽上亮相。

### 招式

#### 終結技
- 惡魔飛踏（Coup de Grâce）

為跳水式的雙腳踩踏攻擊（Diving Double Foot Stomp）。是將對手擊倒在擂台上後，爬上旁邊的擂台角柱一躍而下用雙腳朝向對手胸口踩踏。
- 血腥星期日（Bloody Sunday）/1916

類似垂直落下式DDT（Brainbuster DDT）的招式。是用左臂扣住對手頸部、右臂扣住對手左側腋下後高舉，再將對手腦門朝地面撞擊。
此招式在新日本摔角是取名為「血腥星期日」，是引用自愛爾蘭樂團U2的同名歌曲；在WWE裡則改為「1916」，採用愛爾蘭過去發生復活節起義的年份1916年。

#### 代表招式
- 跳躍踢擊（Drop Kick）
- 倒掛踢擊（Pelé Kick）
- 滑壘踢擊（Baseball Slide Dropkick）
- 射門踢擊（Hanging Soccer Kick）
- 衝刺正面踢擊（Running Front Dropkick）
- 擂台側前空翻踢擊（Apron Kick）
- 延髓斬踢擊（Enzuigiri）
- 雙腳踩踏（Double Foot Stomp）
- 場外自殺飛撲（Tope Con Hilo）
- 彈簧刀扣頸摔（Sling Blade）

- 對準薩摩亞·喬的胸膛施展惡魔飛踏。
- 向肯尼·奧美加（英语：Kenny Omega）施展出血腥星期日。
- 朝田口隆祐的後腦杓以雙腳踩踏攻擊。
- 瞄準場外的卡爾·安德森與路克·蓋洛斯施展自殺飛撲。

### 主要冠軍頭銜與成積
NWA英國Hammerlock分部
- NWA大英國協重量級冠軍腰帶2次

革命職業摔角
- 英國巡洋艦級冠軍腰帶1次

瘋狂冠軍摔角
- 瘋狂冠軍摔角Zero-G冠軍腰帶1次

墨西哥世界摔角理事會
- NWA世界歷史次量級冠軍腰帶1次

新日本職業摔角
- IWGP次量級冠軍腰帶3次

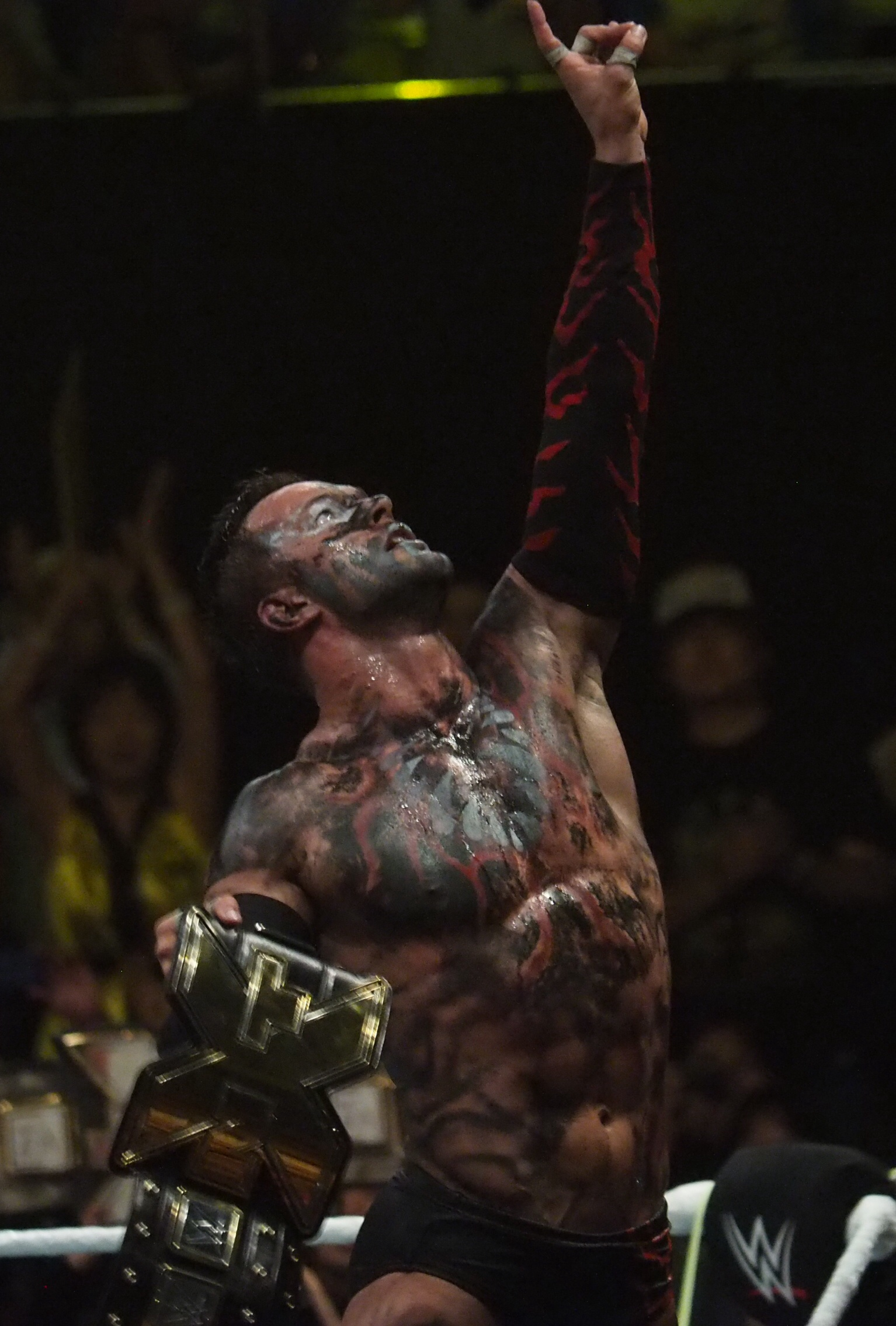
在《The Beast in the East》大賽上奪下NXT冠軍的芬恩。

- IWGP次量級雙打冠軍6次（與田中稔（日语：田中稔 (プロレスラー)）2次、與田口隆祐4次）
- 2010年度、2011年度J SPORTS CROWN~無差別級6人雙打錦標賽優勝2連霸  (與後藤洋央紀和田口隆祐)
- 2010年度最佳次量級選手優勝
- 2013年度最佳次量級選手優勝

WWE聯盟
- NXT冠軍2次
- 環球冠軍1次
- 洲際冠軍2次
- 美國冠軍1次
- 德斯提·羅茲經典雙打賽優勝隊伍（與薩摩亞·喬）

職業摔角大賞
- 2010年 年度最佳比賽賞 (田口隆祐&戴比特王子 vs 飯伏幸太&肯尼奧美加)

### 評比
- 體育媒體《東京體育》：2010年最佳摔角賽事得主（10月11日與田口隆祐對抗飯伏幸太（日语：飯伏幸太）與肯尼·奧美加（英语：Kenny Omega）的雙打賽）[85]
- 摔角雜誌《Pro Wrestling Illustrated》：2016年前500大摔角選手第3名[86]
- 摔角簡報《Wrestling Observer Newsletter》：2018年最被低估選手[87]

## 個人生活
在摔角界裡，戴比特與卡爾·安德森、路克·蓋洛斯、天災大帝等人有很好的交情。私下興趣方面，戴比特喜愛拼裝樂高積木、閱讀漫畫書，他有以漫畫裡的角色造型，來做為在出場摔角比賽時使用到的惡魔彩繪靈感。
過去青年時期，戴比特有投入足球、蓋爾式足球等運動，他支持的足球隊則是托特納姆熱刺足球俱樂部。

## 外部連結
- 芬恩·貝勒在WWE官方網站的介紹 （页面存档备份，存于）（英文）
- 芬恩·貝勒的X（前Twitter）（英文）
- 芬恩·貝勒的Facebook專頁（英文）
- 芬恩·貝勒的Instagram帳戶（英文）